# Lanhouarneau
Lanhouarneau é uma comuna francesa na região administrativa da Bretanha, no departamento Finisterra. Estende-se por uma área de 17,76 km². Em 2010 a comuna tinha 1 333 habitantes (densidade: 75,1 hab./km²).